# Pusztaszabolcs
Pusztaszabolcs ist eine ungarische Stadt mit etwa 6.000 Einwohnern (Stand 2011) im Kreis Dunaújváros im Komitat Fejér.

## Geografische Lage
Pusztascabolcs liegt ungefähr 50 km südlich von Budapest, sechs Kilometer westlich der Donau und 10 km vom Velencer See entfernt. Die nächstgelegenen Gemeinden sind Iváncsa, Beloiannisz, Besnyő, Adony und Zichyújfalu.

## Geschichte
Archäologische Ausgrabungen bei den am Ortsrand gelegenen Cikola-Seen belegen Siedlungen aus der Bronzezeit und der Römerzeit. Benannt wurde der Ort nach dem Fürsten Szabolcs, der in der frühen Árpádenzeit der Besitzer dieses Gebietes war. Die erste urkundliche Erwähnung stammt aus dem Jahr 1302.

## Städtepartnerschaften
- Baloň, Slowakei
- Dorobanţi, Rumänien
- Staufenberg (Niedersachsen), Deutschland

## Sehenswürdigkeiten
- Lokomotiven-Denkmal der MÁV-Baureihe 375
- 1956er-Denkmal (1956-os emlékmű), erschaffen von László Taubert
- Reformierte Kirche, erbaut 1935
- Römisch-katholische Kirche Szent Imre. In der Kirche befindet sich Ungarns größte erhaltene Barockorgel sowie zehn dreiteilige Fenstergruppen, gestaltet von dem Glaskünstler Béla Borsos nach Entwürfen von Gábor Szinte und László Domonkos.
- Schloss Fould-Springer–Wooster (Fould-Springer–Wooster-kastély)
- Statue Szabolcs vezér, erschaffen von Csilla Halassy
- Szent-Imre-Büste, erschaffen von Györgyi Lantos

## Bilder

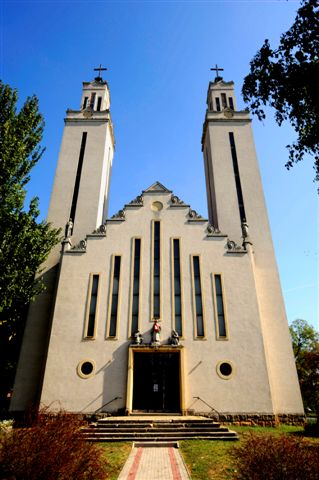
Römisch-katholische Kirche Szent Imre
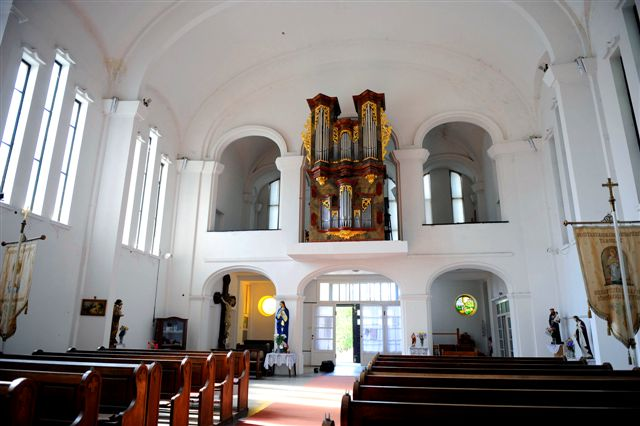
Innenraum der röm-kath. Kirche
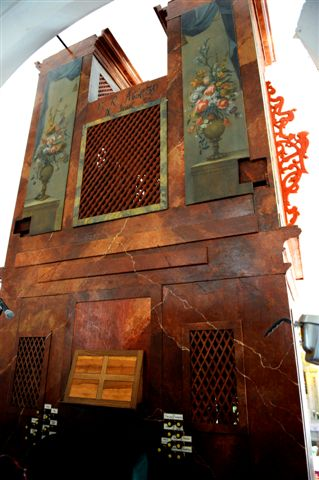
Barockorgel in der röm-kath. Kirche
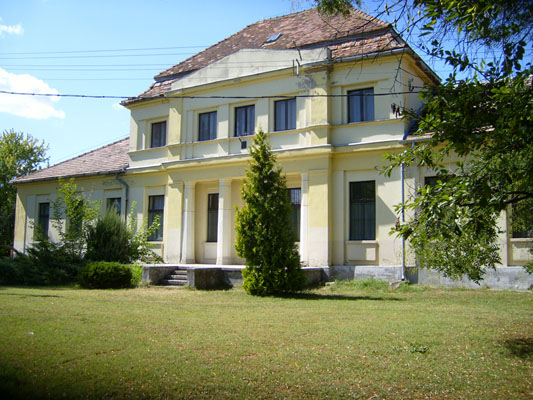
Schloss Fould-Springer–Wooster
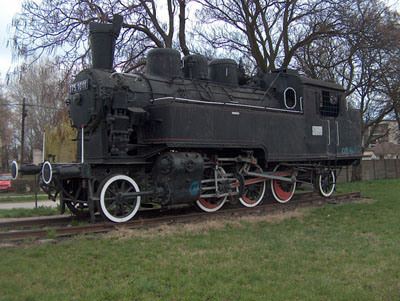
Lokomotiven-Denkmal
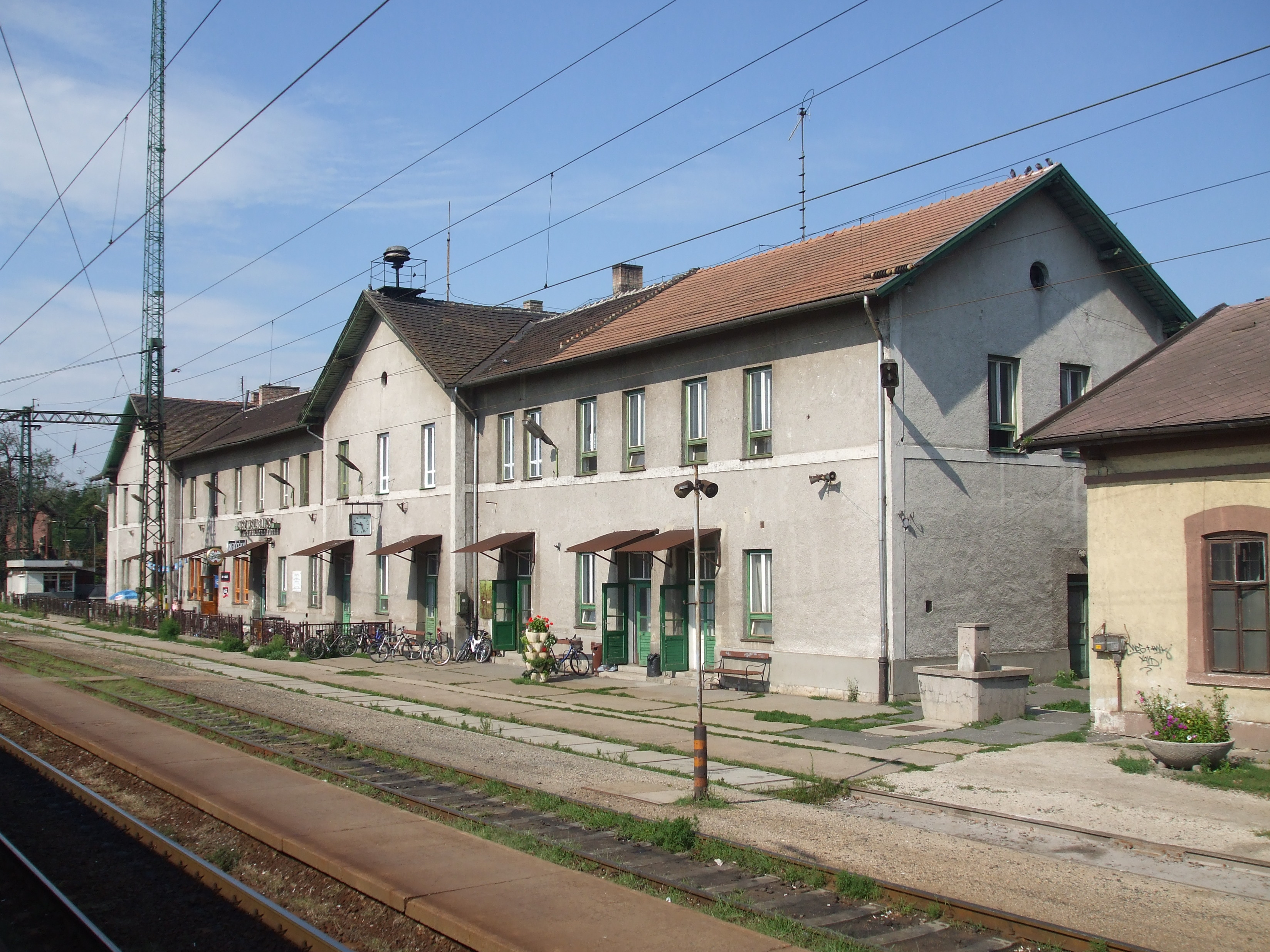
Bahnhof Pusztaszabolcs

## Verkehr
Pusztaszabolcs ist ein Eisenbahnknotenpunkt auf der Hauptstrecke Budapest–Szentlőrinc mit Abzweigungen nach Székesfehérvár und nach Paks. In der Stadt treffen die Landstraßen Nr. 6205 und Nr. 6207 aufeinander. Zwei Kilometer östlich der Stadt verläuft die Autobahn M6.